# Hand Shakers
Hand Shakers (ハンドシェイカー Handosheikā?) es una serie de anime producida por GoHands con la colaboración de la compañía de producción Frontier Works y los publicadores Kadokawa. Se emitió entre el 11 de enero y el 29 de marzo de 2017. Posteriormente, en 5 de enero de 2019, se estrenó el anime W'z, el cual se ubica 10 años después de los sucesos de Hand Shakers.

## Sinopsis
"Hand Shakers" toma lugar en Osaka en "AD20XX,". La historia se centra en los Hand Shakers. Los Hand Shakers son compañeros que pueden invocar armas llamadas "Nimrod", las cuales nacen de su subconsciente uniendo las manos. Para conceder el sueño del par, los Hand Shakers compiten contra otros pares de Hand Shakers. El mejor par conocerá y competirá con "Dios".

## Personajes

### Hand Shakers

#### Gear
Tazuna Takatsuki / Tazuna (高槻 手綱 / タヅナ)
Seiyū: Sōma Saitō
Un estudiante de secundaria que es bueno en la mecánica y siempre está corriendo haciendo reparaciones para la gente. Está más centrado que la persona promedio, pero se preocupa por el hecho de que esto le hace desconocer su entorno. Se convirtió en un Hand Shaker después de tomarse de las manos con Koyori mientras dormía en un laboratorio. Koyori, que morirá si se suelta de su mano, recuerda a Tazuna de su hermana menor que falleció.
Koyori Akutagawa / Koyori (芥川小代理 / コヨリ)
Seiyū: Sumire Morohoshi
Una niña que estaba durmiendo en un laboratorio. Después de tener su mano sostenida por Tazuna ella despertó y se convirtieron en socios Hand Shaker. Ella es inexpresiva y no habla. Si no se toma la mano con Tazuna en todo momento, incluso cuando se va a la cama, perderá su fuerza vital y morirá. Además, para ella perder un combate Hand Shaker significa muerte real.

#### Card
Riri Hōjō / Riri (北条璃々 / リリ)
Seiyū: Ai Kayano
Una estudiante de honor que es suave pero firme. La presidenta del consejo estudiantil en la escuela de Tazuna. Su habilidad especial es leer cartas de tarot y, usando esta habilidad, a menudo asesora a los que la rodean. La hermana mayor de Masaru.
Masaru Hōjō / Masaru (北条 勝 / マサル)
Seiyū: Ayumu Murase
Un intelectual maduro y tranquilo, aunque sólo tiene doce años. Aunque está asombrado por el comportamiento de su hermana, él está haciendo siempre lo mejor para cuidar de ella. Su habilidad especial es juegos de cartas y él es el jugador número uno en el distrito.

#### Shadow
Chizuru Mitsudera / Chizuru (三津寺千鶴 / チヅル)
Seiyū: Sumire Uesaka
Ella puede ser muy pequeña y a menudo se confunde con una estudiante de secundaria, pero en realidad es una adulto que trabaja. A pesar de su aspecto es muy capaz en su trabajo y ella es una trabajadora y mujer de carácter. A menudo hace vueltas ingeniosas a su subordinado, Hayate.
Hayate Azuma / Hayate (東 颯 / ハヤテ)
Seiyū: Kaito Ishikawa
El subordinado de Chizuru y un nuevo empleado. Un hombre tranquilo. Él es extremadamente alto y se confunde a menudo con ser jefe de Chizuru - ella se enoja con él cuando eso sucede. Un trabajador que es bueno en respaldar a Chizuru.

#### Sword
Kodawa Awaza / Kodama (阿波座こだま / コタマ)
Seiyū: Mikako Komatsu
Uno de los Hand Shakers más fuertes. Lucha junto a Hibiki. Alegre y segura de sí misma, es una chica confiada. Ella trabaja generalmente como una ídolo. Ella se destaca por su uso ocasional de proverbios y sus trenzas.
Hibiki Moriyama / Hibiki (盛山　響 / ヒビキ)
Seiyū: Tomokazu Sugita
Un Hand Shaker que lucha junto a Kodama. Él era un hombre de negocios hasta que dejó su trabajo para apoyar a Kodama, y ahora trabaja como su encargado. Siempre está profundamente conmovido por todo lo que Kodama dice o hace y se apresura a felicitarla.

#### Cocoon
Daichi Nagaoka / Nagaoka (長岡大地 / ナガオカ)
Seiyū: Kenjiro Tsuda
Mayumi (マユミ)
Seiyū: Ai Kakuma

#### Chain
Break (ブレイク)
Seiyū: Jun Fukuyama
Un Hand Shaker que lucha junto a Bind para hacer realidad sus deseos. Él usa su poder para controlar a Bind.
Bind (バインド)
Seiyū: Yoko Hikasa
Una Hand Shaker que lucha junto a Break para hacer realidad sus deseos. Es dependiente de Break.

### Otros
Nagamasa Makihara / Makihara (槇原長政 / マキハラ)
Seiyū: Showtaro Morikubo
Musubu Takatsuki / Musubu (高槻 結 / ムスブ)
Seiyū: Sora Amamiya
Padre de Tazuna (タヅナの父)
Seiyū: Shintaro Asanuma
Madre de Tazuna (タヅナの母)
Seiyū: Satomi Satō
Tomoki Tachibana / Tomoki (橘 友樹 / トモキ)
Seiyū: Yūsuke Kobayashi
Shigure (シグレ)
Seiyū: Saori Hayami
Dios (神)
Seiyū: Daisuke Namikawa
Profesor Akutagawa (芥川博士 Akutagawa Hakase)
Seiyū: Kentarō Tone
Esposa del Profesor Akutagawa (芥川博士妻 Akutagawa Hakase Tsuma)
Seiyū: Emiri Katō
Koichi
Seiyū: Noriaki Sugiyama

## Medios de comunicación

### Anime
El proyecto fue anunciado en marzo de 2016, pero el sitio del proyecto fue relanzado en julio de 2016. Kadokawa y GOON TRAX componen la música para el anime. El opening es "One Hand Message" interpretado por OxT, mientras el ending es "Yume Miru Ame" (ユメミル雨) interpretado por Akino Arai. El anime celebra el 30 aniversario de Animate, una cadena con buenas reservas de personajes de anime. El anime tiene 12 episodios y un OVA titulada Hand Shakers EX.

#### Lista de episodios
| Núm.     | Título                                          | Fecha de emisión      |
| -------- | ----------------------------------------------- | --------------------- |
| 1        | "Conductor to Contact" (Conductor to Contact)   | 11 de enero de 2017   |
| 2        | "Lead by Red" (Lead by Red)                     | 18 de enero de 2017   |
| 3        | "Blade and Dagger" (Blade and Dagger)           | 25 de enero de 2017   |
| 4        | "Live Lab" (Live Lab)                           | 1 de febrero de 2017  |
| 5        | "Meet Yet" (Meet Yet)                           | 8 de febrero de 2017  |
| 6        | "Emperor of Fortune" (Emperor of Fortune)       | 15 de febrero de 2017 |
| 7        | "Festival and Carnival" (Festival and Carnival) | 22 de febrero de 2017 |
| 8        | "Sing a Sonic" (Sing a Sonic)                   | 1 de marzo de 2017    |
| 9        | "Finally Fairy" (Finally Fairy)                 | 8 de marzo de 2017    |
| 10       | "Kitten Kitchen" (Kitten Kitchen)               | 15 de marzo de 2017   |
| 11       | "Cocoon Cocoon" (Cocoon Cocoon)                 | 22 de marzo de 2017   |
| 12       | "Shake the Hands" (Shake the Hands)             | 29 de marzo de 2017   |
| 13 (OVA) | Hand Shakers EX                                 | 26 de julio de 2017   |